# Luis Longstaff
Luis James Longstaff (Darlington, 24 de febrero de 2001) es un futbolista británico que juega en la demarcación de centrocampista para el Inverness Caledonian Thistle F. C. de la Scottish League One.

## Biografía
Tras formarse en las filas inferiores del Newcastle United F. C. y posteriormente del Liverpool F. C., finalmente en 2019 ascendió al primer club, haciendo su debut el 17 de diciembre en un encuentro de la Copa de la Liga contra el Aston Villa F. C. disputando 65 minutos tras ser sustituido por Jack Bearne, produciéndose un resultado de 5-0 a favor del conjunto birminghense. Tras ello siguió jugando en las categorías inferiores, hasta que a finales de agosto de 2021 fue cedido al Queen's Park F. C. toda la temporada. Al final de la misma quedó libre al expirar su contrato y se marchó al Cove Rangers F. C. En este equipo estuvo una campaña antes de fichar por el Inverness Caledonian Thistle F. C. en julio de 2023.

## Clubes
| Club                               | País       | Año       | Partidos | Goles |
| ---------------------------------- | ---------- | --------- | -------- | ----- |
| Liverpool F. C.                    | Inglaterra | 2019      | 1        | 0     |
| Queen's Park F. C. (cedido)        | Escocia    | 2021-2022 | 31       | 4     |
| Cove Rangers F. C.                 | Escocia    | 2022-2023 | 36       | 1     |
| Inverness Caledonian Thistle F. C. | Escocia    | 2023-     | 71       | 8     |